# Mohamed Bettamer
Mohamed Bettamer (ur. 1 kwietnia 1993 w Londynie) – libijski piłkarz pochodzenia angielskiego występujący na pozycji napastnika w angielskim klubie Aldershot Town F.C. oraz w reprezentacji Libii.

## Kariera klubowa

### Braintree Town FC
1 sierpnia 2018 podpisał kontrakt z Braintree Town FC. Zadebiutował 4 sierpnia 2018 w meczu National League przeciwko F.C. Halifax Town (0:2). Pierwszą bramkę zdobył 14 sierpnia 2018 w meczu ligowym przeciwko Hartlepool United F.C. (1:1).

### Barnet F.C.
9 listopada 2018 przeszedł do Barnet F.C. Zadebiutował 18 listopada 2018 w meczu National League przeciwko Hartlepool United F.C. (1:3).

### Aldershot Town F.C.
4 października 2019 podpisał kontrakt z Aldershot Town F.C. Zadebiutował 5 października 2019 w meczu National League przeciwko Chorley F.C. (0:0). Pierwszą bramkę zdobył 23 listopada 2019 w meczu ligowym przeciwko Notts County F.C. (2:1).

## Kariera reprezentacyjna

### Libia
W 2020 roku otrzymał powołanie do reprezentacji Libii. Zadebiutował 11 listopada 2020 w meczu kwalifikacji do Pucharu Narodów Afryki 2021 przeciwko reprezentacji Gwinei Równikowej (2:3), w którym zdobył swoją pierwszą bramkę dla reprezentacji.

## Statystyki

### Klubowe
(aktualne na dzień 9 grudnia 2020)
| Klub                | Sezon              | Liga               | Liga  | Liga   | Puchar kraju | Puchar kraju | Suma  | Suma   |
| Klub                | Sezon              | Liga               | Mecze | Bramki | Mecze        | Bramki       | Mecze | Bramki |
| ------------------- | ------------------ | ------------------ | ----- | ------ | ------------ | ------------ | ----- | ------ |
| Braintree Town FC   | 2018/19            | National League    | 15    | 6      | 0            | 0            | 15    | 6      |
| Braintree Town FC   | Ogólnie            | Ogólnie            | 15    | 6      | 0            | 0            | 15    | 6      |
| Barnet F.C.         | 2018/19            | National League    | 3     | 0      | 2            | 0            | 5     | 0      |
| Barnet F.C.         | Ogólnie            | Ogólnie            | 3     | 0      | 2            | 0            | 5     | 0      |
| Aldershot Town F.C. | 2019/20            | National League    | 18    | 5      | 0            | 0            | 18    | 5      |
| Aldershot Town F.C. | 2020/21            | National League    | 10    | 4      | 0            | 0            | 10    | 4      |
| Aldershot Town F.C. | Ogólnie            | Ogólnie            | 28    | 9      | 0            | 0            | 28    | 9      |
| Ogólnie w karierze  | Ogólnie w karierze | Ogólnie w karierze | 46    | 15     | 2            | 0            | 48    | 15     |

### Reprezentacyjne
(aktualne na dzień 9 grudnia 2020)
| Reprezentacja | Rok     | Mecze | Bramki |
| ------------- | ------- | ----- | ------ |
| Libia         |         |       |        |
| 2020          | 2       | 1     |        |
| Ogólnie       | Ogólnie | 2     | 1      |

| Mecze i gole w reprezentacji | Mecze i gole w reprezentacji | Mecze i gole w reprezentacji | Mecze i gole w reprezentacji | Mecze i gole w reprezentacji | Mecze i gole w reprezentacji | Mecze i gole w reprezentacji | Mecze i gole w reprezentacji    |
| Lp.                          | Data                         | Miejsce                      | Gospodarz                    | Gość                         | Wynik                        | Gol                          | Rozgrywki                       |
| ---------------------------- | ---------------------------- | ---------------------------- | ---------------------------- | ---------------------------- | ---------------------------- | ---------------------------- | ------------------------------- |
| 1.                           | 11.11.2020                   | Kair                         | Libia                        | Gwinea Równikowa             | 2:3                          | Gol                          | el. Pucharu Narodów Afryki 2021 |
| 2.                           | 15.11.2020                   | Bata                         | Gwinea Równikowa             | Libia                        | 1:0                          |                              | el. Pucharu Narodów Afryki 2021 |